# 朱承爝
华阳庄靖王朱承爝（1520年代—1580年代），明朝华阳恭顺王朱宾泟长孙，华阳长子朱让核与夫人顾氏的嫡长子，后袭爵。

## 生平
嘉靖七年（1528年）其祖父朱宾泟去世时，其生父朱让核已经先去世。十年（1531年）五月，明世宗敕令朱承爝管华阳王府事。十三年（1534年）十二月，命成安伯郭瓚等為正使、尚宝司司丞桂輿等為副使，持节册封朱承爝为华阳王。次年（1535年）受封。因朱承爝袭封，生父朱让核被追封为康僖王。十六年（1537年）十二月，遣英國公張溶等為正使、戶科給事中高時等為副使，持節冊封王氏為華陽王妃。
朱承爝知道仙姑苟正觉在境内，致斋奉书，遣中使三次迎接。苟正觉说按朝廷制度，藩王不得出疆，既然华阳王如此厚意，便当亲往。朱承爝向她问道，她说：“忠君孝亲，道之本也。修身齐家，道之常也。清心寡欲，道之基也。”朱承爝表示受教，苟正觉于是辞去。
《明史》作朱承爝嘉靖二十五年（1546年）去世。但万历元年（1573年）七月，明神宗賜朱承爝書院名樂善；万历十一年（1583年）三月才赐朱承爝谥号庄靖；万历十三年（1585年）三月，朱承爝的嫡长子朱宣墡才袭封。《明史》疑误。

## 家庭

### 妻妾
- 王妃王氏

### 子孙
- 嫡长子华阳温懿王朱宣墡
- 嫡次子镇国将军朱宣封（1539年1月31日—1612年2月15日），别号昭明，妻冉氏，冉蓝之女，一品夫人
  - 独子辅国将军朱奉鐌，号赞宇，妻二品夫人刘氏。早逝
    - 奉国将军朱至淳，字文卿，妻淑人吴氏
      - 朱氏，吴氏所生，配郭大仪
      - 朱氏，第一妾罗氏所生

  - 独女玉屏郡君，配孙尚登，早逝
- 其余诸子[1]